# L'Armando/La forza dell'amore
L'Armando/La forza dell'amore è il settimo singolo da solista di Enzo Jannacci, pubblicato dalla Jolly nel giugno 1964.
Entrambe le canzoni non furono inserite nell'album La Milano di Enzo Jannacci e neanche in altri dischi di studio successivi; furono però registrate due versioni dal vivo per l'album Enzo Jannacci in teatro.
Al testo di entrambi i brani collabora Dario Fo.
L'Armando è una delle più note canzoni di Jannacci, che la reincise in varie occasioni: nel 1980 in Nuove registrazioni, nel 1998 in Quando un musicista ride e dal vivo nel 2008 in The best. Concerto vita miracoli.
Di La forza dell'amore incise una cover Michele nell'album Vivendo cantando.

## Tracce
- L'Armando
- La forza dell'amore